# 道瓦爾
道瓦爾（阿拉伯语：‎）是埃及北部尼羅河三角洲的直轄市和主要工業城市，人口265,300，直轄市由數個市鎮和村落組成。

## 歷史
道瓦爾是1882年英埃戰爭中艾哈邁德·阿拉比帶領的埃及軍隊和英國軍隊交戰的地方，5個星期阿拉比成功阻止英軍向開羅推進，英軍只好改變策略退回蘇伊士運河從別處前往開羅。